# Telepictures
Telepictures (comúnmente conocida como Telepictures Productions; anteriormente conocida como Telepictures Distribution y Telepictures Corporation) es una compañía estadounidense de televisión y producción cinematográfica que opera actualmente como subsidiaria de Warner Bros. Television. Telepictures fue establecido en 1978 por Michael Garin como una firma de la sindicación de la televisión.

## Historia

### Primeros años
La compañía adquirió la programación y los especiales de Rankin-Bass que fueron producidos a partir de 1974 a 1988, incluyendo serie animada como ThunderCats y Halcones Galácticos. Telepictures compró Rankin-Bass en 1983. Además, Telepictures había adquirido numerosos programas de televisión como My Favorite Martian, Here's Lucy, Love Connection y The People's Court. Telepictures también operaba un pequeño brazo editorial, que publicaba revistas, como Muppet Magazine y GoBots Magazine.

### Lorimar-Telepictures
En enero de 1986, la empresa se fusionó con Lorimar Productions de Merv Adelson y Lee Rich, crearon Lorimar-Telepictures y asumieron la producción y distribución de programas como Dallas y Knots Landing. La compañía también comenzó la distribución de los episodios de Mama's Family en junio de 1986.
La compañía se dedicó brevemente a ser propietaria de estaciones de televisión al comprar un afiliado Fox afiliado a WPGH-TV en Pittsburgh y trató de comprar el entonces afiliado de CBS, WTVJ en Miami. Sin embargo, después de que CBS hiciera un intento a medias de comprar la filial de Fox, WCIX, de Taft Broadcasting (CBS haría un intento más serio de comprar la estación dos años más tarde y tuvo éxito, ahora es CBS WFOR-TV) Telepictures retrocedió de comprar WTVJ. (NBC eventualmente compró la estación, que sigue siendo un NBC O & O hoy.) La compañía luego vendería WPGH-TV a Renaissance Broadcasting después de solo un año en la propiedad; WPGH-TV, que pasó por varios propietarios en la década de 1980, no tendría una propiedad estable hasta que el actual propietario Sinclair Broadcast Group (que había superado la oferta por Telepictures de la estación en 1986) comprara la estación de Renaissance en 1990.

### Compra porWarner Communications
En 1988, Lorimar Television fue creada como una entidad de producción separada de Lorimar Telepictures. Alrededor de este tiempo, la compañía compró una participación de 9% en Warner Communications, que inició conversaciones sobre una posible fusión entre dos entidades de entretenimiento. En 1989, Warner finalmente compró la compañía. Lorimar Television se convirtió en una filial separada de Warner Bros. Television hasta 1993, mientras que Lorimar-Telepictures fue afiliada en Warner Bros. Television Distribution. Telepictures se convirtió en Telepictures Productions en 1990, un productor de programación sindicado que Warner Bros. Television distribuiría.

### Telepictures Distribution
Poco después de la compra de Turner Broadcasting System por la empresa matriz Time Warner, el brazo de sindicación de la compañía fue relanzado como Telepictures Distribution en 1996 (reincorporado de Turner Program Services). La compañía distribuyó programas no producidos por Warner Bros., a los cuales los derechos de sindicación han sido licenciados a Warner y/o Turner, así como a propiedades de Warner tales como The Jamie Foxx Show.
En 2003, Telepictures Distribution fue hecho una división en Warner Bros. Television Distribution.

## Programas producidos
- The Ellen DeGeneres Show (2003–presente)
- Extra (1994–presente)
- Judge Mathis (1999–presente)
- The People's Court (1981–1993, 1997–presente)
- TMZ on TV (2007–presente)
- The Real (2014–presente)
- Let's Ask America (2012–2015)
- Love Connection (1983–1994, 1998–99)
- Rituals (1984–1985)
- The All New Let's Make a Deal (1984–1986)
- Catchphrase (1985–1986)
- ThunderCats (1985–1989)
- Halcones Galácticos (1986)
- Trump Card (1990–1991)
- Fox's Fun House (1990–1991)
- The Jenny Jones Show (1991–2003)
- The Rosie O'Donnell Show (1996–2002, no confundir con The Rosie Show de OWN)
- In Person with Maureen O'Boyle (1996–1997)
- Change of Heart (1998–2003)
- The Queen Latifah Show (1999–2001)
- Street Smarts (2000–2005)
- Celebrity Justice (2002–2005)
- Are You Hot? (2003)
- The Tyra Banks Show (2005–2010)
- The Dr. Keith Ablow Show (2006–2007)
- The Bonnie Hunt Show (2008–2010)
- Judge Jeanine Pirro (2008–2011)
- Lopez Tonight (2009–2011) (solo difusión en línea)
- Dr. Drew's Lifechangers (2011–2012)
- Anderson Live (2011–2013)
- Bethenny (2013–2014)
- Just Keke (2014–presente)
- Crime Watch Daily (2015–presente)
- Mad TV (2016–presente)